# 比高集團
比高集團控股有限公司（港交所：08220），為周星馳旗下上市公司，主要從事电影院线投資丶電影製作及相關產業。根据2010年財報，周星驰的报酬为1亿2179万7000港元。
另外，周星驰看好内地电影市场，比高集团正积极研究组成自有品牌的电影院线，还在考虑与其它娱乐及消费业务公司合作，将传统的电影院经营变得多元化，加强电影院的多方面受益，稳定现金流，更考虑發展影城
。
集團因2019冠状病毒病疫情影响，生意慘淡，周星馳也抵押豪宅為集團融資集團在2022年向獨立第三方高行健配售股份。

## 旗下著名電影
- 2008：《長江7號》
- 2013：《西游·降魔篇》
- 2016：《美人魚》